# La vita per la vita
La vita per la vita (Жизнь за жизнь, Žisn za Žisn) è un film del 1916 diretto da Evgenij Bauėr.
Il film è tratto dal romanzo Serge Panine del 1881 dello scrittore francese Georges Ohnet.

## Trama
La egregia signora Chromova, imprenditrice milionaria, cresce con lo stesso affetto sia la figlia carnale Musja che la figlia adottiva Nata.
Durante una festa l'imprenditore Žurov, che vorrebbe sposare Nata, presenta alle due sorelle il principe Bartinskij, un pericoloso seduttore che in passato ha sperperato gli ingenti patrimoni delle sue amanti.
Nata ne subisce il fascino e si innamora di lui. Bartinskij inizialmente finge di ricambiarla, ma poi, dopo essere venuto a conoscenza del fatto che Nata come figlia adottiva non ha alcun diritto alla dote, sposta le sue mire su Musja.
Žurov si incarica per conto di Bartinskij di chiedere la mano di Musja alla signora Chromova. A questo punto Nata decide di dare il suo consenso a sposare Žurov.
Dopo il matrimonio Bartinskij sperpera al gioco tutte le ricchezze di Musja. Nata, insoddisfatta del matrimonio con Žurov, confessa alla madre di essere innamorata di Bartinskij che ancora la ricambia.
Lo viene a sapere anche Žurov, che vorrebbe vendicarsi del tradimento sparando a Bartinskij, ma al momento decisivo non trova il coraggio. Sarà la signora Chromova a sparare e ad uccidere Bartinskij.